# Anbar, Kocaköy
Ambar là một xã thuộc huyện Kocaköy, tỉnh Diyarbakır, Thổ Nhĩ Kỳ. Dân số thời điểm năm 2008 là 763 người.